# Saint-Jean-de-Thurigneux
Saint-Jean-de-Thurigneux és un municipi francès situat al departament de l'Ain i a la regió d'Alvèrnia-Roine-Alps. L'any 2007 tenia 586 habitants.

## Demografia

### Població
El 2007 la població de fet de Saint-Jean-de-Thurigneux era de 586 persones. Hi havia 204 famílies de les quals 40 eren unipersonals (16 homes vivint sols i 24 dones vivint soles), 60 parelles sense fills, 100 parelles amb fills i 4 famílies monoparentals amb fills.
La població ha evolucionat segons el següent gràfic:
Habitants censats

### Habitatges
El 2007 hi havia 229 habitatges, 214 eren l'habitatge principal de la família, 5 eren segones residències i 10 estaven desocupats. 216 eren cases i 10 eren apartaments. Dels 214 habitatges principals, 181 estaven ocupats pels seus propietaris, 31 estaven llogats i ocupats pels llogaters i 2 estaven cedits a títol gratuït; 7 tenien dues cambres, 21 en tenien tres, 57 en tenien quatre i 128 en tenien cinc o més. 177 habitatges disposaven pel capbaix d'una plaça de pàrquing. A 70 habitatges hi havia un automòbil i a 133 n'hi havia dos o més.

### Piràmide de població
La piràmide de població per edats i sexe el 2009 era:
| Homes | Edats   | Dones |
| ----- | ------- | ----- |
| 0     | 95 o +  | 4     |
| 4     | 90 a 94 | 0     |
| 0     | 85 a 89 | 0     |
| 0     | 80 a 84 | 4     |
| 4     | 75 a 79 | 8     |
| 12    | 70 a 74 | 4     |
| 8     | 65 a 69 | 8     |
| 4     | 60 a 64 | 4     |
| 20    | 55 a 59 | 12    |
| 4     | 50 a 54 | 0     |
| 36    | 45 a 49 | 24    |
| 28    | 40 a 44 | 32    |
| 20    | 35 a 39 | 28    |
| 28    | 30 a 34 | 36    |
| 8     | 25 a 29 | 12    |
| 20    | 20 a 24 | 8     |
| 20    | 15 a 19 | 28    |
| 24    | 10 a 14 | 32    |
| 28    | 5 a 9   | 12    |
| 20    | 0 a 4   | 20    |

## Economia
El 2007 la població en edat de treballar era de 399 persones, 318 eren actives i 81 eren inactives. De les 318 persones actives 299 estaven ocupades (163 homes i 136 dones) i 19 estaven aturades (9 homes i 10 dones). De les 81 persones inactives 34 estaven jubilades, 29 estaven estudiant i 18 estaven classificades com a «altres inactius».

### Ingressos
El 2009 a Saint-Jean-de-Thurigneux hi havia 238 unitats fiscals que integraven 677,5 persones, la mediana anual d'ingressos fiscals per persona era de 24.214 €.

### Activitats econòmiques
Dels 31 establiments que hi havia el 2007, 3 eren d'empreses extractives, 1 d'una empresa de fabricació de material elèctric, 3 d'empreses de fabricació d'altres productes industrials, 11 d'empreses de construcció, 3 d'empreses de comerç i reparació d'automòbils, 1 d'una empresa de transport, 1 d'una empresa d'hostatgeria i restauració, 3 d'empreses immobiliàries, 2 d'empreses de serveis, 2 d'entitats de l'administració pública i 1 d'una empresa classificada com a «altres activitats de serveis».
Dels 9 establiments de servei als particulars que hi havia el 2009, 2 eren paletes, 1 guixaire pintor, 1 fusteria, 1 lampisteria, 3 electricistes i 1 perruqueria.
L'any 2000 a Saint-Jean-de-Thurigneux hi havia 18 explotacions agrícoles que ocupaven un total de 850 hectàrees.

## Equipaments sanitaris i escolars
El 2009 hi havia una escola elemental.

## Poblacions més properes
El següent diagrama mostra les poblacions més properes.